# Канчил на Уилямсън
Канчил на Уилямсън (Tragulus williamsoni) е дребен чифтокопитен бозайник от семейство Мишевидни елени обитаващ райони на Тайланд и Китай.

## Разпространение и местообитание
Канчилът на Уилямсън е разпространен в ограничени райони на югозападните райони на провинция Юннан в Китай и крайните северни части на Тайланд. Обитатели са на гъсти гори с гъст подлес.

## Хранене
Представителите на вида са изцяло растителноядни.